# 斗篷球虫
斗篷球虫（学名：Tribonosphaera centripetalis）为胶球虫科斗篷球虫属的动物。分布于中太平洋，包括东海等海域。